# 5176 Yoichi
5176 Yoichi este un asteroid din centura principală de asteroizi.

## Descriere
5176 Yoichi este un asteroid din centura principală de asteroizi. A fost descoperit pe 4 ianuarie 1989 la Kushiro de Seiji Ueda și Hiroshi Kaneda. Asteroidul prezintă o orbită caracterizată de o semiaxă mare de 2,69 ua, o excentricitate de 0,31 și o înclinație de 7,7° în raport cu ecliptica.